# Église du Saint-Esprit de Los Andes
L'église du Saint-Esprit (en espagnol : iglesia del Espíritu Santo), connue comme l'église des Carmélites déchaussées (iglesia de las Carmelitas descalzas), est une église catholique du Chili appartenant à l'ancien carmel de la ville de Los Andes, dans la région de Valparaíso. Ce monastère de Carmélites déchaussées a été inauguré en 1925, et a abrité une communauté de moniales jusqu'à ce qu'elles déménagent en 1987 au sanctuaire de Sainte-Thérèse-des-Andes (santuario de Santa Teresa de Los Andes), à Auco, commune de Rinconada. L'ancien carmel et son église ont été déclarés monuments historiques le 23 septembre 1987.

## Histoire
Le premier monastère des Carmélites déchaussées du Chili est fondé à Santiago du Chili en 1690. Les premières moniales arrivent de Chuquisaca (Haut-Pérou) en 1689, s'installant au pied du cerro Santa Lucía, au monastère Saint-Joseph. Une fois le monastère fondé, la congrégation ouvre de nouveaux couvents sur la rive droite du río Mapocho (carmel Saint-Raphaël), à La Serena, à Viña del Mar, à Talca et à Los Andes.
Le monastère de Los Andes tient son origine de la localité de Curimón, quand un groupe de carmélites déchaussées se transfère de Valparaíso en 1898. À cause de diverses incommodités du secteur, la communauté se transfère à Los Andes en 1902,, dans une vieille demeure située  Avenida Sarmiento.

### Sainte Thérèse de Los Andes
C'est en 1919 qu'entre au couvent la jeune Juanita Fernández, qui prend le nom de religion de Thérèse de Jésus de Los Andes, et elle y meurt en 1920. Dès lors, de nombreux fidèles se rendent sur les lieux en pèlerinage,. La communauté croît en nombre et il devient nécessaire de construire un nouveau couvent, ce qui est fait en 1925. En 1938, une nouvelle chapelle a été bénite.
En 1940, les restes de Thérèse des Andes sont transférés dans le chœur de l'église, mais les installations pour les pèlerins sont bientôt insuffisantes, avant même la canonisation de Thérèse des Andes, il est nécessaire de changer de lieu. Les carmélites s'installent donc en 1987 au sanctuaire d'Auco, dans la commune de Rinconada des environs de Los Andes, et les restes de Thérèse y arrivent en décembre 1988. Elle est canonisée en 1993.

## Description
La structure de l'église et du couvent (terminé en 1925) est en brique. La façade de l'église est de style néo-gothique, alors que le cloître du couvent est de style néo-roman. Le couvent est de deux étages, le second étage abritant un musée avec des photographies de sainte Thérèse des Andes, un vestiaire religieux et des salles illustrant la vie des carmélites.

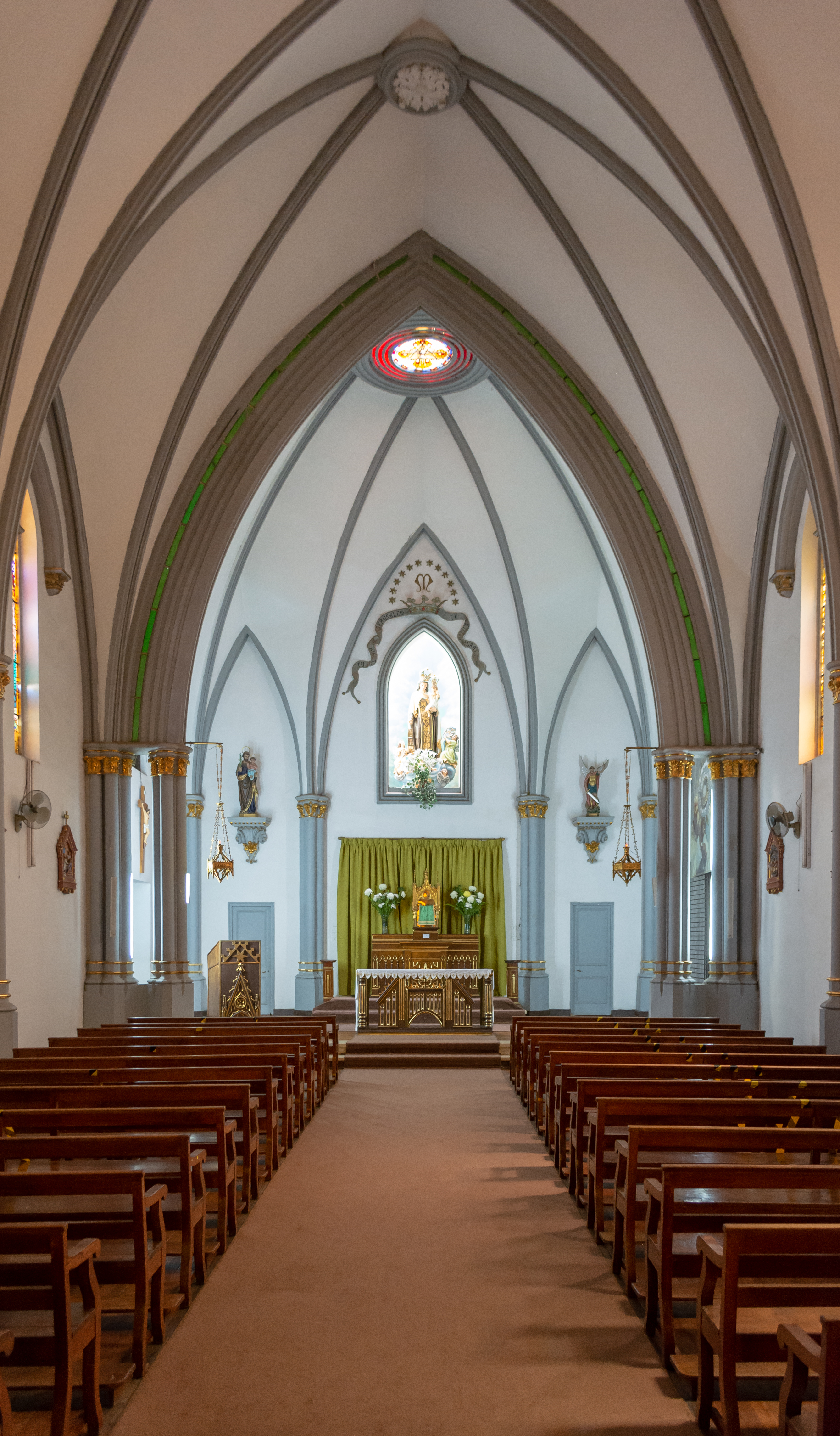
L'intérieur.
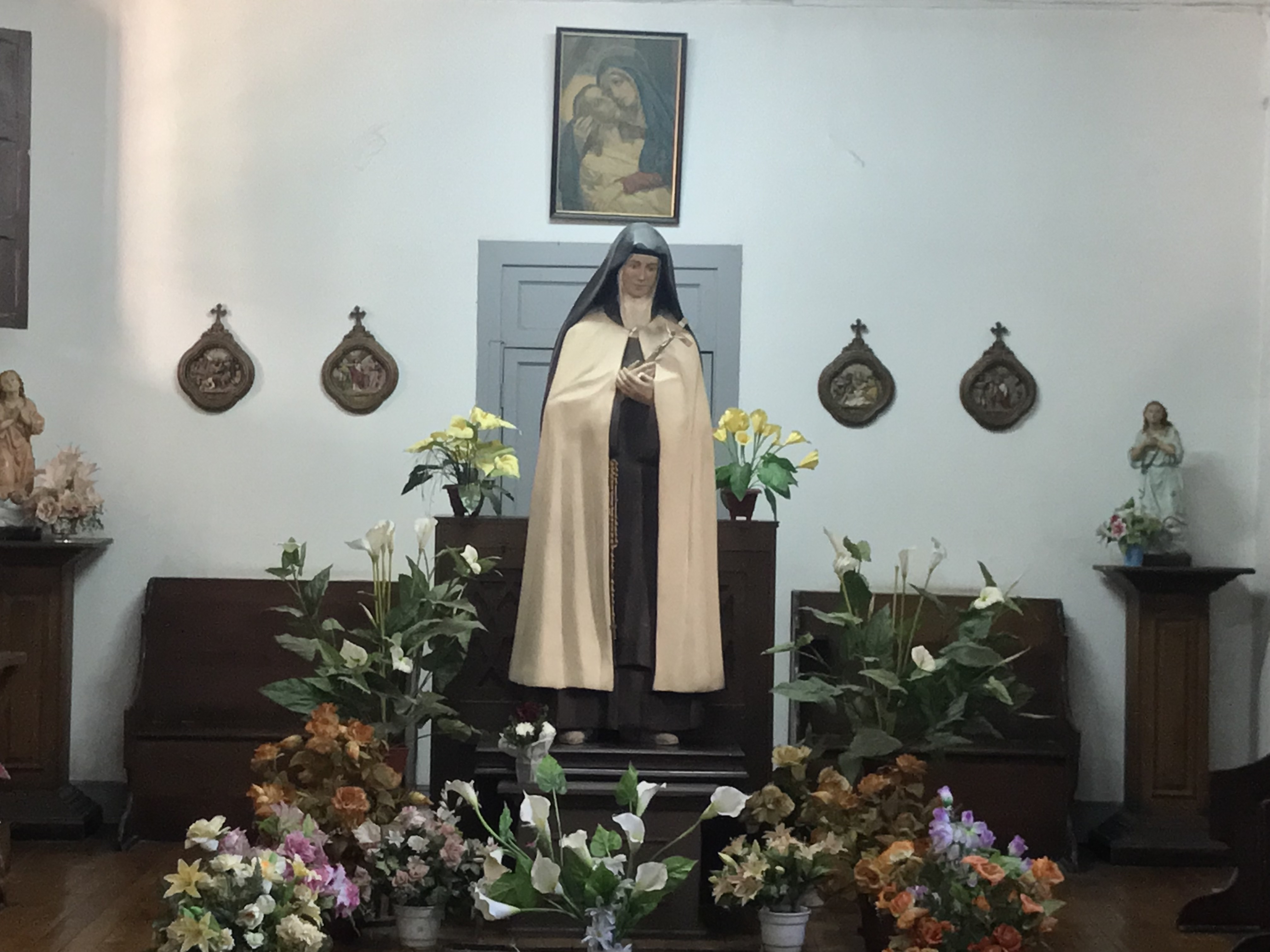
Ancienne tombe de sainte Thérèse de Los Andes.

### Article lié
- Thérèse de Los Andes